# Euclymene lumbricoides
Euclymene lumbricoides är en ringmaskart som först beskrevs av Jean Louis Armand de Quatrefages de Bréau 1865.  Euclymene lumbricoides ingår i släktet Euclymene och familjen Maldanidae. Arten har ej påträffats i Sverige. Inga underarter finns listade i Catalogue of Life.